# Жак Спаньйолі
Жак Спаньйолі (італ. Jacques Spagnoli, 8 січня 1914, Мартіньї — 9 травня 2002, Лозанна) — швейцарський футболіст, що грав на позиції нападника, а під завершення кар'єри — захисника. Грав за клуби «Лозанна» та «Олімпік» (Лілль), а також національну збірну Швейцарії. По завершенні ігрової кар'єри — тренер.
Триразовий чемпіон Швейцарії і триразовий володар Кубка Швейцарії.

## Клубна кар'єра
Майже всю професійну кар'єру провів у клубі «Лозанна». Винятком стало недовге перебування у французькому клубі «Олімпік» (Лілль).
В складі «Лозанна» виграв ряд внутрішніх трофеїв. В сезоні 1934–1935 виграв з клубом чемпіонат Швейцарії. «Лозанна» на одне очко випередила «Серветт». В цьому ж році команда здобула Кубок Швейцарії, розгромивши у фіналі «Нордштерн» з рахунком 10:0, а Спаньйолі забив три голи.
В чемпіонаті 1935—1936 «Лозанна» вдруге поспіль стала переможцем. Влітку взяв участь у матчах Кубка Мітропи. Швейцарські клуби вперше отримали запрошення виступити в турнірі і розпочинали свій шлях в кваліфікаційному раунді. Всі чотири команди зі Швейцарії не змогли пройти цю стадію. «Лозанна» зустрічалась з чехословацьким клубом «Жиденіце» і в першому матчі програла з рахунком 0:5. Вдома клуб з Лозанни виграв з рахунком 2:1, але далі пройшов суперник.
В 1937 році «Лозанна» невдало виступила в чемпіонаті, опустившись на восьме місце. В кубку команда дійшла до фіналу. В півфіналі Спаньйолі забив два голи у ворота клубу «Біль» (5:2), у фіналі ж його команда з великим рахунком програла «Грассгопперу» — 0:10.
Після повернення з Франції Спаньйолі в складі «Лозанни» знову дістався до фіналу національного кубка в 1939 році. В півфіналі команда в переграванні здолала «Грассгоппер» (1:1 і 2:0), а у фіналі перемогла «Нордштерн» (Базель) з рахунком 2:0. Жак забивав по голу в кожному з перелічених матчів..
В 1944 році «Лозанни» зробила дубль, вигравши чемпіонат і кубок Швейцарії. У фіналі національного кубка Жак не грав, але виступав на попередніх стадіях, зокрема, у півфіналі проти «Цюриха». На той момент Спаньйолі уже переважно грав на позиції захисника, а не в нападі.
Після цього ще два рази грав у фіналах Кубка Швейцарії, але його клуб обидва рази програв — в 1946 році «Грассгопперу» (0:3) і в 1947 році «Базелю» (також 0:3). В 1949 році грав у півфіналі кубка, де його клуб поступився «Серветту» (1:5).

## Виступи за збірну
В листопаді 1934 року дебютував в офіційних матчах у складі національної збірної Швейцарії, що проводила товариський матч зі збірною Нідерландів. Спаньйолі відкрив рахунок на 5-й хвилині матчу, але це не допомогло його команді здобути позитивний результат — програли 2:4. В тому ж році грав проти Австрії (0:3) в поєдинку Кубка Центральної Європи. Наступні шість його матчів за збірну були товариськими.

## Кар'єра тренера
Тренував «Лозанну» в 1951—1953 роках. Після цього був у тренерському штабі збірної Швейцарії. У команди фактично не було єдиного тренера, а тренерська рада, до складу якої входив і Спаньйоло. Провів у такому статусі 21 матч в 1955—1958 роках, а також один у 1960 році.

## Статистика виступів

### Статистика виступів в чемпіонаті
Виступи у вищому дивізіоні чемпіонату Швейцарії починаючи з сезону 1933/34.
| Сезон                       | Матчі | Голи | Клуб    |
| --------------------------- | ----- | ---- | ------- |
| Чемпіонат Швейцарії 1933/34 | 25    | 20   | Лозанна |
| Чемпіонат Швейцарії 1934/35 | 25    | 18   | Лозанна |
| Чемпіонат Швейцарії 1935/36 | 26    | 20   | Лозанна |
| Чемпіонат Швейцарії 1936/37 | 24    | 11   | Лозанна |
| Чемпіонат Швейцарії 1937/38 | 19    | 14   | Лозанна |
| Чемпіонат Швейцарії 1938/39 | 21    | 10   | Лозанна |
| Чемпіонат Швейцарії 1939/40 | 22    | 12   | Лозанна |
| Чемпіонат Швейцарії 1940/41 | 21    | 11   | Лозанна |
| Чемпіонат Швейцарії 1941/42 | 26    | 16   | Лозанна |
| Чемпіонат Швейцарії 1942/43 | 26    | 10   | Лозанна |
| Чемпіонат Швейцарії 1943/44 | 7     | 2    | Лозанна |
| Чемпіонат Швейцарії 1944/45 | 20    | 0    | Лозанна |
| Чемпіонат Швейцарії 1945/46 | 26    | 0    | Лозанна |
| Чемпіонат Швейцарії 1946/47 | 26    | 0    | Лозанна |
| Чемпіонат Швейцарії 1947/48 | 26    | 1    | Лозанна |
| Чемпіонат Швейцарії 1948/49 | 26    | 0    | Лозанна |
| РАЗОМ                       | 366   | 145  |         |

### Статистика виступів у Кубку Мітропи
| №                      | Розіграш               | Стадія                 | Дата та місце проведення | Команда 1              | Рахунок | Команда 2       | Голи |
| ---------------------- | ---------------------- | ---------------------- | ------------------------ | ---------------------- | ------- | --------------- | ---- |
| 1                      | 1936                   | кв. раунд              | 7.06.1936 Брно           | Жиденіце (Брно)        | 5:0     | Лозанна         |      |
| 2                      | 1936                   | кв. раунд              | 14.06.1936 Лозанна       | Лозанна                | 2:1     | Жиденіце (Брно) |      |
| Всього у кубку Мітропи | Всього у кубку Мітропи | Всього у кубку Мітропи | Всього у кубку Мітропи   | Всього у кубку Мітропи | 2       |                 | 0    |

## Титули і досягнення
- Чемпіон Швейцарії (3):

«Лозанна»: 1934–1935, 1935–1936, 1943–1944
- Володар Кубка Швейцарії (1):

«Лозанна»: 1934—1935, 1938—1939, 1943—1944